# Industrija 4.0
Industrija 4.0, imenovana tudi četrta industrijska revolucija, se nanaša na trenutni trend avtomatizacije in prenosa podatkov v proizvodnih tehnologijah. Vključuje kiber-realni sistem, internet stvari, računalništvo v oblaku in kognitivno računalništvo.
Industrija 4.0 predstavlja kar imenujemo “pametne tovarne”. Z modularno strukturiranimi pametnimi tovarnami, kiber-realnimi sistemi nadzorujejo procese in ustvarijo virtualno kopijo sveta, ter na podlagi tega sprejema decentralizirane odločitve. Skozi internet stvari, kiber-realni sistemi komunicirajo in sodelujejo drug z drugim, prav tako pa lahko sodelujejo še z ljudmi v živo, tako interno, kot tudi preko celotne organizacijske strukture, katero nudijo in uporabljajo vsi sodelujoči v vrednostni verigi.

### Štiri komponente Industrije 4.0
Predvsem bi lahko naslednje tehnologije povzeli kot štiri komponente, ki definirajo izraza “industrija 4.0” ter “pametne tovarne”:
- Kiber-realni sistemi
- Internet stvari
- Računalništvo v oblaku
- Kognitivno računalništvo[4]

S pomočjo kiber-realnih sistemov, kateri nadzirajo procese, lahko oblikujejo virtualno kopijo realnega sveta. Tako imajo tej sistemi moč decentraliziranega odločanja samostojno, ter tako dosežejo višjo stopnjo avtonomije. Rezultat tega, je omrežje s širokim spektrom tehnologij ki ustvarjajo dodatno vrednost.

## Koristi Industrije 4.0
Industrija 4.0 je nastala zaradi potrebe po izboljšavah - večja učinkovitost, lažji pregled nad stroški, logistiko ipd. Industrija 4.0 prinaša veliko koristi. Tri najpogostejše koristi vključujejo optimizacijo kompleksnih proizvodnih procesov, preobrazbo proizvodnje in vzpostavitev oddaljenega dostopa z nadzorom.

### Optimizacija kompleksnih proizvodnih procesov
Industrija 4.0 omogoča reševanje kompleksnih problemov proizvodnih procesov. Proizvodnja se lažje prilagaja spreminjajočemu povpraševanju, spremembam produktov in celovito omogoča hitrejšo vpeljavo inovacij.

### Preobrazba proizvodnje
Preobrazba proizvodnje omogoča skrajšanje proizvodnih ciklov, dvig kakovosti proizvodov in povečanje učinkovitosti kadar se proizvaja produkt v manjših količinah. Industrija 4.0 preobrazi izoliran proizvodni proces v integriran poslovni proces z deljenjem podatkov o stanju proizvodnje.

### Vzpostavitev oddaljenega dostopa in nadzor
Vsi pridobljeni podatki v podjetju se iz povezanih naprav preko omrežne povezave neprestano shranjujejo na oblaku. Takšna vrsta shranjevanja omogoča pridobitev dostopa do naprav kadar smo oddaljeni. Poleg tega nam Industrija 4.0 omogoči tudi večjo kontrolo nad delovanjem naprav.

## Prednosti Industrije 4.0
Industrija 4.0 spreminja osnovo konkurence v proizvodnji. Za futuristično vizijo se to morda sliši kot pretiravanje, vendar ni. Industrija 4.0 se je pojavil ne le kot pristop k uporabi novih tehnologij, ampak kot bistvena sprememba proizvodnje. Industrija 4.0 bo omogočila veliko večjo okretnost, ne da bi pri tem žrtvoval kakovost, stroške ali hitrost.
Nekaj prednosti Industrije 4.0
- Izboljšana produktivnost
- Izboljšana učinkovitost
- Večja izmenjava znanja in medsebojno sodelovanje
- Prilagodljivost in okretnost
- Lažja zagotovitev skladnosti
- Boljša izkušnja s strankami
- Zmanjšanje stroškov
- Ustvarjanje možnosti za inovacije
- Višji prihodki
- Povečana donosnost
- Pridobivanje donosnosti naložbe[10]

## Industrija 4.0 v Sloveniji
Čeprav je Industrija 4.0 nemška državna iniciativa, ki je bila prvič javno omenjena na Hannovrskem sejmu leta 2010, se v zadnjem času čedalje več govori o četrti industrijski revoluciji in prednostmi, ki jih le-ta prinaša tudi v Sloveniji. Prej omenjene pametne tovarne so bile dodane kot eden izmed stebrov "Strategije pametne specializacije", ki je bila potrjena s strani slovenske vlade.
Na slovenskem trgu je prisotnih nekaj podjetij ki v svetovnem merilu predstavljajo pravo konkurenco, čeprav je o Industriji 4.0 zaenkrat več govora v Evropi. Podjetje RLS Merilna Tehnika se ukvarja z razvijanjem robotskih krmilnikov, ki so integrirani v koleno, zapestja ter komolce robotskih sklepov. Med drugimi sta bolj znani tudi RoboticsX ki sicer posluje v Nemčiji, vendar so ga ustanovili slovenski inženirji ter Lama Avtomatizacija, ki se ukvarja z avtomatizacijo.  

### Lesna industrija
Prvine koncepta Industrije 4.0 lahko zasledimo predvsem v proizvodno usmerjenih podjetjih, vendar ne samo tu; energetika, bančništvo in elektronika so le ene izmed hitro-rastočih industrij ki bodo kmalu dohitela proizvodna podjetja. V lesni industriji sta Industrija 4.0 in internet stvari (IoT) v Sloveniji prisotna v več kot 57% podjetjih, medtem, ko so ostali pri implementaciji teh dveh konceptov popolni začetniki. Največje ovire seveda predstavljajo visoke investicije, premajhna pomoč države ter pa pomanjkanje digitalnih kompetenc (predvsem pri starejših delavcih).  

### Industrija plastike
Industrija 4.0 je nastala predvsem zaradi potrebe po izboljšavah na področju učinkovitosti, izboljšanem pregledu nad stroški, logistiko ipd. V Sloveniji je število podjetij ki izpolnjujejo vse potrebne pogoje za predelavo plastike da bi lahko govorili o četrti industrijski revoluciji, zelo malo. Čedalje več podjetij pa začenja razmišljati v tej smeri, saj bo tehnologija zagotovo še naprej napredovala z najmanj takšno hitrostjo, kot do sedaj. Seveda, bo to zahtevalo zaposlene ki presegajo zmogljivosti robotov, ter neprestano nadgrajevanje znanja. Nekatera delovna mesta bodo postala zastarela, medtem ko bo koncept Industrije 4.0 omogočil tudi povsem nova delovna mesta.